# 瑟勒河畔瑞维尼
瑟勒河畔瑞维尼（法語：Juvigny-sur-Seulles，法語發音：[ʒyviɲi syʁ sœl] ⓘ）是法国卡尔瓦多斯省的一个市镇，属于卡昂区。

## 地理
瑟勒河畔瑞维尼（49°9'45"N, 0°36'50"W）面积3.53 平方千米，位于法国诺曼底大区卡爾瓦多斯省，该省份为法国西北部沿海省份，北濒大西洋英吉利海峡，东北与滨海塞纳省以海上边界相接，东临厄尔省，南至奧恩省，西与芒什省接壤。
与瑟勒河畔瑞维尼接壤的市镇（或旧市镇、城区）包括：丰特奈勒佩内勒、奥托莱巴格、瑟勒河畔圣瓦斯特、泰塞勒、瑟勒河畔蒂伊、旺德。

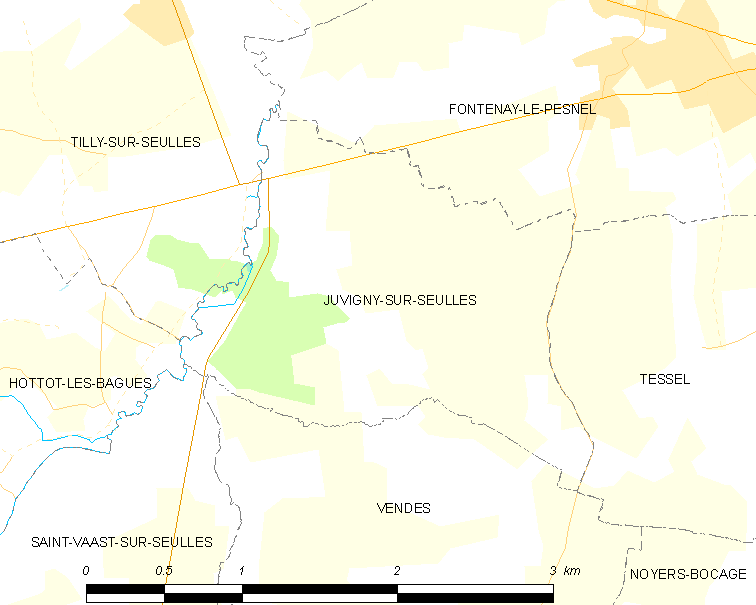
瑟勒河畔瑞维尼的OSM定位图

瑟勒河畔瑞维尼的时区为UTC+01:00、UTC+02:00（夏令时）。

## 行政
瑟勒河畔瑞维尼的邮政编码为14250，INSEE市镇编码为14348。

## 政治
瑟勒河畔瑞维尼所属的省级选区为蒂和米县。

## 人口

1962-2008年间瑟勒河畔瑞维尼人口变化图示

瑟勒河畔瑞维尼于2022年1月1日时的人口数量为83人。